# 鈴木創士
鈴木 創士（すずき そうし、1954年4月8日 - ）は、日本のフランス文学者、作家、評論家、翻訳家、ミュージシャン、兵庫県神戸市出身。

## 略歴・人物
甲陽学院高等学校卒。その後、渡仏。帰国後、サバト館（顧問　生田耕作）の編集者でもあった。
伝説のカルト的ニューウェイヴ・バンドEP-4の初期オリジナル・キーボード奏者でもある。作家活動のほか、ミュージシャンとしてEP-4 、及び本隊からの別働隊として EP-4 unitP などでも活動。

## 著書
- 『アントナン・アルトーの帰還』（河出書房新社） 1995年、のち新版（現代思潮新社） 2007年
- 『中島らも烈伝』（河出書房新社） 2005年
- 『魔法使いの弟子 批評的エッセイ』（現代思潮新社） 2006年
- 『ひとりっきりの戦争機械』（青土社） 2011年
- 『サブ・ローザ 書物不良談義』（現代思潮新社） 2012年
- 『ザ・中島らも』（河出文庫） 2014年
- 『分身入門』（作品社） 2016年
- 『離人小説集』（幻戯書房） 2020年
- 『うつせみ』（作品社） 2020年
- 『文楽徘徊』（現代思潮新社） 2021年
- 『芸術破綻論』（月曜社） 2022年
- 『もぐら草子 古今東西文学雑記』（現代思潮新社） 2022年
- 『冒険者たち』（水声社）　2025年

### 監修
- 「エートル叢書」現在全24巻刊行中、現代思潮新社

シュトックハウゼン、バタイユ、ドゥボール、ボンヌフォワ、ジャベス、ファスビンダー、クラウス、シェフェール、他を刊行中。
- 『アルトー後期集成』全3巻（宇野邦一との共同監修、河出書房新社）
- 『連合赤軍 革命のおわり革命のはじまり』（編、月曜社） 2022年
- 『アルトー横断 不可能な身体』（編、月曜社） 2023年

## 翻訳
- 『記号の横断』（ジュリア・クリステヴァ編著、中沢新一, 松枝到, 高島淳, 鎌田繁共訳、せりか書房） 1987年
- 『女たち』（フィリップ・ソレルス、せりか書房） 1993年、のち河出文庫（上・下） 2007年
- 『ドゥルーズ — 存在の喧騒』（アラン・バディウ、河出書房新社） 1998年
- 『サド侯爵の幻の手紙 至高存在に抗するサド』（フィリップ・ソレルス、せりか書房） 1999年
- 『無頭人』（ジョルジュ・バタイユ他、兼子正勝, 中沢信一共訳、現代思潮新社、エートル叢書） 1999年
- 『無人島』（ジル・ドゥルーズ、宇野邦一, 鈴木雅雄, 加賀野井秀一, 前田英樹, 財津理, 松葉祥一ほか共訳、河出書房新社） 2007年
- 『狂人の二つの体制』（ジル・ドゥルーズ、宇野邦一ほか共訳、河出書房新社） 2007年
- 『花のノートルダム』（ジャン・ジュネ、河出文庫） 2008年
- 『ランボー全詩集』（アルチュール・ランボー、河出文庫） 2010年
- 『すべては壊れる』（ベルナール・ラマルシュ=ヴァデル、松本潤一郎共訳、現代思潮新社） 2015年
- 『お前らの墓につばを吐いてやる』（ボリス・ヴィアン、河出文庫） 2018年
- 『ヘリオガバルス』（ジャン・ジュネ、宇野邦一共訳、河出書房新社） 2025年

### エドモン・ジャベス
- 『問いの書』（エドモン・ジャベス、水声社） 1988年
- 『ユーケルの書』（エドモン・ジャベス、水声社） 1991年
- 『書物への回帰』（エドモン・ジャベス、水声社） 1995年
- 『歓待の書』（エドモン・ジャベス、現代思潮新社） 1999年

### アントナン・アルトー
- 『ロデーズからの手紙 アントナン・アルトー著作集』（アントナン・アルトー、宇野邦一共訳、白水社） 1998年
- 『神の裁きと訣別するため』（アントナン・アルトー、宇野邦一共訳、河出文庫） 2006年
- 『アルトー後期集成 3』（アントナン・アルトー、荒井潔, 佐々木泰幸共訳、河出書房新社） 2007年
- 『ヘリオガバルス あるいは戴冠せるアナーキスト』（アントナン・アルトー、河出文庫） 2016年
- 『演劇とその分身』（アントナン・アルトー、河出文庫） 2019年
- 『ロデーズからの手紙』（アントナン・アルトー、宇野邦一共訳、月曜社、アルトー・コレクションⅠ）　2022年
- 『アルトー・ル・モモ』（アントナン・アルトー、岡本健共訳、月曜社、アルトー・コレクションⅡ）　2022年

## 音楽活動

### CD
- EP-4『Multilevel Holarchy』SUPER FUJI DISCS
- Sô-si Suzuki + Jun Morita 『Last chance in Koenji』 Wine and Dine 2022年
- EP-4 unitP 『TIBETAN FOOL チベットの道化師』official bootleg　2023年
- Sô-si Suzuki + Jun Morita 『Vita Nova』　Shrine.jp 2023年
- 鈴木創士＋森田潤『残酷の音楽』Les disques d'Ailleurs 2024年
- Sô-si Suzuki＋Jun Morita『L'Opéra de Trois Sous』Wine and Dine 2024年
- EP-4 unitP 『This was the end』official bootleg Wine and Dine 2024年
- 鈴木創士＋森田潤『帝国は滅ぶ』feat. Machie the naive Wine and Dine 2024年
- 鈴木創士＋森田潤『悪魔の世界は不在である』　Wine and Dine 2025年

### その他
- コシミハルの多くのCD、テレビコマーシャルの作詞、翻訳を行っている。
- 2012年5月21日、代官山UNITにて、30年ぶりのEP-4ライブに参加。キーボード。以後、東京、京都のEP-4ライブに参加。
- 2013年　The Zzzipps　難波ベアーズで第一回ライブ。メンバー : ユン・ツボタジ（EP-4）、ピカ（exあふりらんぽ）、タバタミツル（Acid mothers templeほか）、橋本孝之+Sara（.ES）
- 2014年　鈴木創士グループ　京都アバンギルドでライブ。カオス・ライブシリーズ Roarology 01。
- 2014年　EP-4 UnitPとして神戸旧グッゲンハイム邸にてIKUE MORI（元D.N.A.）Japan Tour in Kobeに参加。
- チルドレンクーデターのCD『Fear of Liberty -自由の恐怖』(HKMJ-0013 2014年)に ゲストメンバーとして参加。チルドレンクーデターの数々のライブにもゲストミュージシャンとして参加している。
- EP-4 unitPのライブを京都・神戸・大阪・東京で継続中。
- 2023年5月21日　神戸ファッション美術館・オルビスホールにて「5・21 EP-4 unitP」featuring:森山未來を開催。ゲスト:佐藤薫、森田潤、五十嵐義孝、山崎春美、立花ハジメ